# Величие мироздания (балет)
Величие мироздания — танцсимфония на музыку Четвёртой симфонии Л. Бетховена. Балетмейстер Ф. Лопухов, художник по костюмам П. И. Гончаров, дирижёр А. В. Гаук.

## Создание балета
Балет был поставлен в Петроградском театре оперы и балета, с привлечением артистов творческого объединения «Молодой балет», где ведущую роль играл Георгием Баланчивадзе, который позднее стал известен в мире под именем Джорджа Баланчина. Спектакль показан в сентябре 1922 г. в репетиционном зале для закрытой аудитории и был принят специалистами одобрительно. К премьере балета была выпущена специальная брошюра, в которой Ф. Лопухов разъяснял содержание балета, иллюстрации брошюры были выполнены П. И. Гончаровым. Премьера состоялась 7 марта 1923 года в бенефис артистов балета, после балета «Лебединое озеро». Реакция зала была неожиданной, она отсутствовала, ни аплодисментов, ни негативных выкриков или свиста. Такую реакцию расценили как негативную, и долгие годы балет не ставился.
Однако, несмотря на краткую сценическую жизнь, он сыграл определённую роль в развитии балетного искусства и постоянно упоминается в обзорных исследованиях, и даже изучался специально ленинградским искусствоведом А. А. Соколовым-Каминским (Танцсимфония Ф. В. Лопухова «Величие мироздания» на музыку Четвёртой симфонии Бетховена (опыт реконструкции), в сборнике: «Театр и драматургия», Труды ЛГИТМиКа, вып. 3, Л., 1971 Ф. В. Лопухов и его симфония танца, в сборнике: Музыка и хореография современного балета, вып. 1, Л., 1974). Спектакль имел большое программное значение для Ф. В. Лопухова, который впоследствии анализировал причины неудачи в своих теоретических работах. Критика балета указывала на реальные недостатки спектакля, но, вероятно, неприятие спектакля было связано с неготовностью публики к восприятию через танец абстрактных идей. Неудача сыграла негативную роль для развития этого направления в советском балете, который на долгие годы пошёл по пути драмбалета — создания спектаклей с преобладанием сюжетного драматического материала. Такое направление устраивало и официозную критику, позволяя вести анализ в области идеологических схем, аналогичных драмтеатрам, а также удовлетворяло и творческим устремлениям артистов, так как это направление в классическом балете не было развито и, следовательно, предоставляло определённый простор для развития. Вместе с тем, русские артисты на Западе продолжали развитие этой тенденции, что проявилось в работах Леонида Мясина и Джорджа Баланчина. В СССР возврат к балету-симфонии произошёл только в конце 50-х — начале 60-х годов XX века.
В спектакле не было каких-то определённых партий: его участники изображали просто мужчин и женщин. Из артистов в нём приняли участие А. Д. Данилова, Л. А. Иванова, М. Ф. Коукаль, Л. М. Тюнтина, Н. Л. Лисовская, М. X. Франгопуло, Е. А. Свекис, А. И. Раупенас, А. В. Лопухов, Н. П. Ивановский, П. А. Гусев, Г. М. Баланчивадзе, Д. К. Кирсанов, М. М. Михайлов, Н. Н. Балашов. Л. М. Лавровский, В. Э. Томсон.
Ф. В. Лопухов в момент постановки балета руководил балетной труппой Ленинградского театра оперы и балета и располагал большими ресурсами. Вместе с тем, на нём лежала серьёзная ответственность за будущее и само существование советского балета, который подвергался жесткой критике как искусство придворное, не нужное пролетарскому государству. Парадокс момента заключался в том, что новый советский зритель с большим удовольствием принимал старые спектакли со сказочно-фантастическими или романтическими сюжетами, которые никак не отвечали идеологическим установкам, звучащим из уст некоторых критиков и чиновников. Поэтому 20-е годы были временем поиска новых форм развития балетного искусства, поисков в которых были замешаны и желание приспособиться к новой действительности и стремление сохранить традиции классического балета и собственно творческие поиски новых путей в связи с тем, что ещё накануне революции творческий метод, связанный прежде всего с именем М. И. Петипа уже воспринимался как устаревший, что и вызвало новаторские поиски М. М. Фокина, А. А. Горского. Одним из возможных путей поиска была попытка наполнить искусство танца более глубоким, философским содержанием, что приводило к созданию более абстрактной образности, требовало отказа от сюжетности.
Задумывая этот балет, Ф. В. Лопухов составил определённую сюжетную программу, а затем стал подбирать подходящую для этой задачи музыку. В основе замысла Лопухова было желание представить эволюционную теорию развития средствами танца. Сам балетмейстер позднее считал такой замысел излишне наукообразным и признавал, что было бы лучше придерживаться более образной концепции, без привлечения наукообразных рассудочных форм. Использование готовой симфонической музыки для постановки балетов было не новым. После создания Л. Делибом, П. И. Чайковским и А. К. Глазуновым серьёзной симфонической музыки для балетов, требования балетмейстеров к качеству балетной музыки существенно возросли, и, видимо, такой музыки просто не хватало, отсюда множество балетов, поставленных в начале XX века на готовую музыку. Но, как правило, под эту музыку составлялся какой-то сюжет. Исключением был поставленный в 1918 г. балет А. А. Горского «En Blanc» на музыку третьей сюиты Чайковского, к котором в танце выражалась непосредственно музыка. Свой выбор музыки Лопухов обсудил с авторитетными музыкантами, сотрудничавшими с театром концертмейстером балета Б. В. Асафьевым, дирижёрами спектакля А. В. Гауком и Э. А. Купером, Они одобрили выбор, подтверждая, что музыка симфонии соответствует замыслу балетмейстера.

## Содержание балета
Лопухов разделил первую часть симфонии на две, что дало ему пять частей балетного действия.
«Образование света»
Появляясь из темноты, медленно и торжественно шествали мужчины и женщины в черно-белых костюмах. протянутой вперед рукой мужчины как бы ощупывали дорогу, а другой рукой прикрывали глаза от проблесков света. Женщины вглядывались вперед и вдаль. В момент нарастания звука, когда оркестр взрывался фортиссимо, наступало «Зарождение солнца», люди замирали, приветствуя небесное светило.
«Жизнь в смерти и смерть в жизни»
Вторая часть была построена на противопоставлении динамики и статики, воплощающей жизнь и смерть. При этом в статике должно было чувствоваться не конец, а зарождение новой жиизни. Вначале мужчины сникают теряют энергию и сворачиваются в клубок на полу. Женщины же в это время оживляются и как бы парят над мужчинами, но постепенно они теряют энергию, ложатся на пол и сворачиваются, но в это время активируются мужчины. По замыслу балетмейстера это должно изображать жизнь, постоянно торжествующую над смертью.
«Тепловая энергия»
Балетмейстер хотел показать минимум тепла, который имеется в каждом жизненном начале. Адажио танцевалось медленно и плавно. Женщины делали глубокие плие с последующим выниманием ноги. Это должно было означать пассивное развитие женского начала. Одновременно под пунктирный ритм, пронизывающий музыку адажио, мужчины выполняли движения показывающее активное ритмическое мужское начало. Позиция вытянутых за спиной рук напоминала о испанских танцах с кастаньетами.
«Радость существования»
Под музыку менуэта, написанного в форме скерцо, различные существа выражали радость земного бытия. На фоне голубого неба с ржаным полем мужчины совершали прыжки, показывая «резвячество питекантропов», они сменялись играми бабочек, далее следовал первый неуверенный полёт птицы. При замедлении мелодии были показаны плавные махи косарей. Завершалось всё уже уверенным полётом птицы.
«Вечное движение»
Название пятой части балета совпадает с обычной характеристикой этой части симфонии. Исполняемое под стремительную и вместе с тем монотонную музыку аллегро действие должно воспроизводить принцип непрерывного движения.
Финал
Во время финальных аккордов симфонии танцовщики выстраивали на сцене скульптурную группу в виде восходящей и удаляющейся в глубину сцены линии. Она должна была выражать само понятие мироздания. Первые балерины лежали, а в конце были подняты вверх.

## Возобновление балета
Балет был одной из немногих постановок Ф. Лопухова, который был записан автором.
К столетию со дня рождения Ф. М. Лопухова в 1986 году в консерватории была поставлена первая часть танцсимфонии.
Внук балетмейстера, выпускник балетмейстерского отделения консерватории, Фёдор Лопухов — младший, восстановил балет силами артистов балета Санкт-Петербургской консерватории под руководством Никиты Долгушина. Премьера состоялась в мае 2003 года. Однако при восстановлении балетмейстер не ставил перед собой абстрактно-теоретических задач, как его дед. Он имел перед собой чисто образно-художественную задачу. Спектакль был показан 2 июня в рамках культурной программы «Век Баланчина» в рамках фестиваля «Звезды белых ночей», в память о том, что Баланчин участвовал в этом спектакле и неоднократно называл Лопухова одним из своих предшественников, и в то же 2004 году был представлен на фестивале «Золотая маска». На фестивале спектакль не получил приза, что вызвало негативную оценку судейства со стороны главного балетмейстера Театра консерватории Никиты Долгушина: «отечественная культура попрала великого Лопухова вторично»